# Gerty Cori
Gerty Theresa Cori, född Radnitz den 15 augusti 1896 i  Prag i dåvarande Österrike-Ungern (nuvarande Tjeckien), död den 26 oktober 1957 i Saint Louis i USA, var en amerikansk biokemist som erhöll Nobelpriset i fysiologi eller medicin 1947. Under mycket av hennes liv forskade hon om kolhydratmetabolismen och upptäckte bland annat den fysiologiska process där laktat från musklerna omvandlas till glukos i levercellerna (hepatocyterna) för att kunna transporteras tillbaka till musklerna igen, i vad som kallas för coricykeln. Cori växte upp i Prag där hon även utbildades och efter detta flyttade hon till Wien där hon gifte sig med Carl Cori. 1922 emigrerade hon och maken till USA då förhållanden i Europa gjorde det svårt för Cori, som var jude, att få akademisk anställning. I USA kom Cori att forska om kolhydratmetabolismen som ledde till att hon tilldelades Nobelpriset i fysiologi eller medicin 1947 för hennes upptäckter av glykogens katalytiska omvandling. Hon delade priset med sin man och Bernardo Alberto Houssay.
Samma år som Cori blev den första kvinnan som fick Nobelpriset i fysiologi eller medicin började hon att lida av sjukdomen myelofibros, som hon tio år senare avled i. Under, och även efter, sitt liv erhöll Cori ett flertal priser och utmärkelser, bland dem tre utmärkelser av American Chemical Society och fem hedersdoktorsutmärkelser av nordamerikanska universitet. Cori har även en krater på både månen och Venus uppkallad efter sig.

## Biografi

### Uppväxt och utbildning (1896–1920)
Gerty Cori föddes 1896 i Prag i dåvarande Österrike-Ungern (nuvarande Tjeckien). Hennes far Otto Radnitz var kemist inom sockerindustrin. Coris första utbildning var hemundervisning som varade fram till att hon började i en flickläroverk vid tio års ålder. Under sin uppväxt blev Cori intresserad av matematik och vetenskap, något som uppmuntrades av hennes morbror som var lärare vid Karlsuniversitetet. 1912, då Cori hade gått ut flickskolan, hade hon bestämt sig för att studera vid universitet. Dock hade hon inte tillräckliga kunskaper i ämnena matematik, naturvetenskap och latin för att antas till universitetsutbildning. Cori studerade i två år vid Tetschen Realgymnasium där hon avlade antagningsprovet matura, som innebar att hon kunde bli student vid universitet.
1914 blev hon student vid Karlsuniversitetet, där hon kom hon att studera organisk kemi, fysik, biologi, biokemi, fysiologi och farmakologi. Samma år träffade hon även Carl Cori, som hon senare gifte sig med. Carl Cori beskrev henne som "en ung kvinna som hade charm, livskraft, intelligens, sinne för humor och älskade att vistas utomhus". Som studenter samarbetade Carl och Gerty, tills Carl Cori uttogs till krigstjänst med österrikiska armén 1916. Gerty Coris fortsatte studera och hon avlade examen 1920, tillsammans med Carl Cori som hon hade återförenats med efter första världskriget.

### Forskning i Europa (1920–1922)
1920 publicerade Gerty Cori, tillsammans med Carl Cori, sitt första forskningresultat som handlade om komplement i mänsklig serum. I augusti 1920 gifte sig Gerty Cori med Carl Cori i Wien i Österrike, dit det nygifta paret flyttade för postdoktoral forskning. I Wien arbetade Gerty Cori på barnsjukhuset Karolinen Kinderspital där hon forskade om termoreglering i fråga om en patient med myxödem före och efter sköldkörtelbehandling. Under sin tid på Karolinen Kinderspital publicerade Cori även ett flertal artiklar om hematologi. Medan Cori var anställd på sjukhuset i Wein började hon att lida av xeroftalmi, en sjukdom som uppstår vid brist på vitamin A retinol. Hennes tillstånd förbättrades inte förrän hon återvände till sitt hem i Prag där hon fick en bättre kosthållning.
Då Gerty Cori, som var jude, hade svårt att få akademisk anställning bestämde sig paret Cori att försöka emigrera till USA. Efter att Gerty Coris man inte fick något besked om en tjänst han hade sökt vid institutet State Institute for the Study of Malignant Disease i Buffalo i USA ansökte paret i stället om att få arbeta som läkare på Java. Till slut fick hennes man anställning vid State Institute for the Study of Malignant Disease och flyttade 1922 till Buffalo. Gerty Cori bodde kvar i Österrike medan hon sökte anställning i USA och sex månader efter sin man fick även hon en tjänst vid institutet i Buffalo, där hon skulle arbeta som biträdande patolog.

### Coricykeln (1922–1931)
När Gerty Cori kom till State Institute for the Study of Malignant Disease och började samarbeta med sin man möttes hon av motstånd och hotades med att mista anställningen om hon gick ifrån sina uppdrag vid patologiavdelningen. Det dröjde dock inte länge tills Coris arbetskamrater kom att respektera paret Coris samarbete, och de samarbetade fram tills Gerty Cori dog. I Buffalo blev deras samarbete inriktat på kolhydratmetabolismen in vivo och hormonerna som styr över detta. Parets arbete om kolhydratmetabolism pågick i många år. Paret Coris betydelsefullaste arbete presenterades 1929 då de beskrev coricykeln. Coricykeln, som tillsammans med parets senare arbete gav Gerty Cori och hennes make Nobelpriset i fysiologi eller medicin 1947, beskriver hur glykogen i musklerna omvandlas till glukos när kroppen behöver energi; musklerna förbrukar dock inte all glukos som skapas. En mängd glukos omvandlas istället till mjölksyra och överförs via blodsystemet till levern där den återomvandlas till glykogen och sedan överförs tillbaka till musklerna, igen via blodsystemet, för att användas senare. Förståelse av processerna beskrivna i coricykeln var viktig för förbättring av diabetesbehandlingar.
Gerty Coris första publicerade verk i USA kom 1923 och handlade om tyreoideahormoner. Under 1923 och 1924 författade hon fyra studier om påverkan av röntgenstrålning på huden och metabolismen i kroppsorganen.
Under sin tid vid State Institute for the Study of Malignant Disease publicerade hon totalt 61 artiklar. Gerty Cori var ensam författare till 11 av artiklarna medan de andra 50 skrevs tillsammans med maken. 1928 blev Gerty Cori och hennes man naturaliserade medborgare i USA.
Trots att de hade samarbetat på coricykeln var det endast Carl Cori som fick tjänsterbjudanden från universitet. Såväl Cornell University som University of Toronto nekade anställning till Gerty Cori samtidigt som de försökte förvärva hennes man. 1931 erbjöds Gerty Coris make en tjänst som chef av farmakologiavdelningen vid Washington University School of Medicine som är en del av Washington University in St. Louis. Han accepterade tjänsten och tillsammans med Gerty Cori flyttade till Saint Louis i Missouri. Vid tiden dock var anställandet av flera personer från samma familj till höga positioner förbjudet enligt universitetets reglerna, och istället anställdes Gerty Cori som forskarassistent i farmakologiavdelningen. I början av sin anställning vid Washington University in St. Louis var Gerty Coris lön endast tio procent av hennes makes, trots att hon hade liknande erfarenhet och utbildning.

### Enzymer och Nobelpriset (1931–1947)

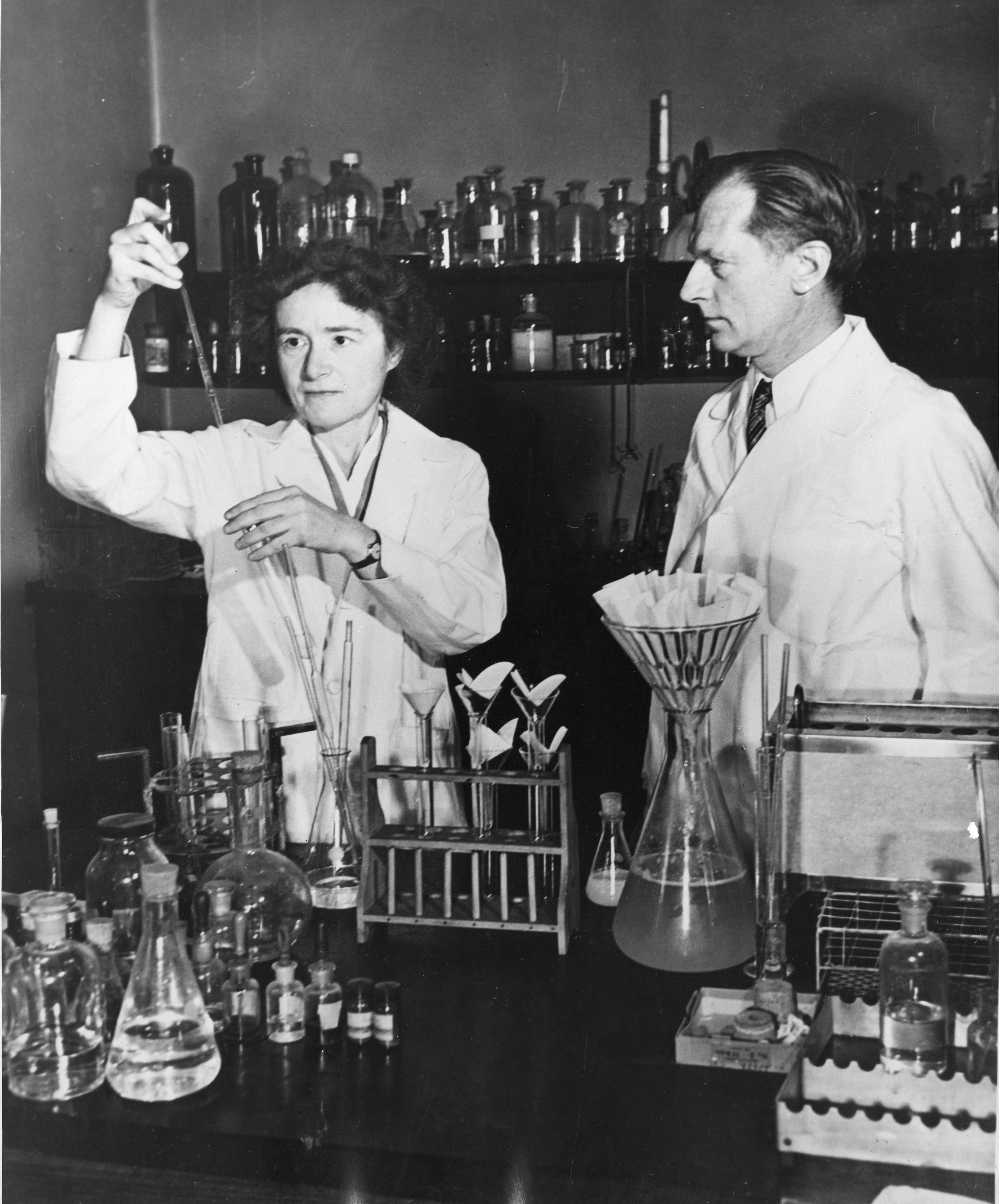
Gerty Cori och hennes make Carl Cori 1947.

I Saint Louis fortsatte paret Cori att forska om kolhydratmetabolismen och kom att upptäcka glukos-1-fosfat som är ett intermediat inblandat i glykogenolys. Paret Coris son Carl Thomas föddes 1936, men trots sin nyfödde son fortsatte de båda med sin forskning. 1936 lyckades hon tillsammans med sin man isolera det nyupptäckta intermediatet. På engelska kom glukos-1-fosfat att bära parets namn då det blev känt även som ”Cori ester”. Under åren 1938 och 1939, efter upptäckandet och isoleringen av glukos-1-fosfat, ändrade parets arbete inriktning mot enzymologi och det var under dessa två år att Gerty Cori publicerade tio artiklar, sju som huvudförfattare och tre som medförfattare.
Tillsammans med doktoranden Sidney Colowick upptäckte paret Cori enzymet fosforylas, som katalyserar bildningen av glukos-1-fosfat. Parets forskning fortsatte och när de syntetiserade glykogen blev de första att syntetisera en makromolekyl i ett provrör. Mellan 1942 och 1943 redde paret Cori ut fosforylas i samarbete med Arda Green, och detta ledde till publiceringen av fyra verk, samtliga medförfattade av Gerty Cori. 1943 blev hon docent vid universitetet och fyra år senare, i juli 1947, blev Cori professor i biokemi. 1947 tilldelades Cori Nobelpriset i fysiologi eller medicin, som hon delade med sin make och Bernardo Alberto Houssay. Paret Cori erhöll Nobelpriset ”för deras upptäck av kursen av glykogens katalytiska omvandling”.

### De sista åren (1947–1957)
Sommaren 1947 började Cori att lida av myelofibros, en sällsynt sjukdom i blodet som drabbar benmärgen, som hon tio år senare avled i. Trots sjukdomen avbröt hon inte sin forskning. 1949 hade Cori blivit intresserad av fosforylas roll i nedbrytningen av alfa-(1,6)-bindningarna i glykogen och fick en av sina studenter att reda ut saken. Under studentens arbete upptäcktes det ett nytt debranchingenzym amylo-1,6-glukosidas, som spelade en roll vid Gerty Coris forskning under 1950-talet. Under sina sista år forskade Cori om enzymbrister vid glykogeninlagringssjukdomar, som hon upptäckte är molekylära sjukdomar. Cori studerade sjukdomarna intensivt och identifierade fyra olika former av glykogeninlagringssjukdomar, varav en berodde på en brist på amylo-1,6-glukosidas. Hennes sista verk blev en granskning av glykogeninlagringssjukdomar, som publicerades 1957. Gerty Cori avled den 26 oktober 1957 i sitt hem i Saint Louis.

## Priser och utmärkelser

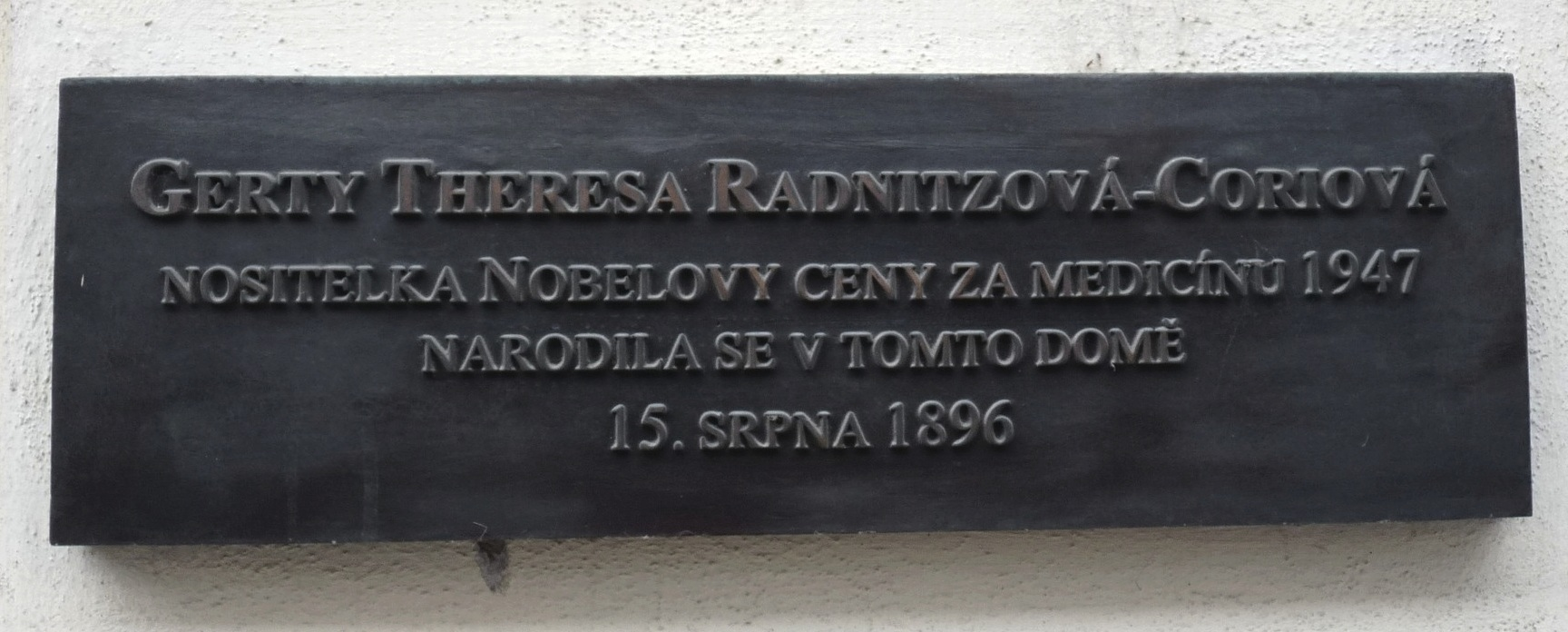
Minnestavla från 2000 över Gerty Cori.

Förutom Nobelpriset tilldelades Cori ett flertal priser under 1940- och 1950-talen. Tillsammans med sin make erhöll hon Midwest Award 1946 av American Chemical Society, och året därpå tilldelades paret även Squibb Award in Endocrinology av Association for the Study of Internal Secretion. 1948 mottog Cori sitt andra pris av American Chemical Society då hon tilldelades Garvan Medal och samma år vann hon även St. Louis Award. The National Academy of Sciences tilldelade Cori Sugar Research Prize 1950, och 1951 fick hon Borden Award av Association of American Medical Colleges. Gerty Cori fick även två hedersdoktorsutmärkelser under 1940-talet, nämligen av Boston University 1948 och Smith College 1949. På 1950-talet belönades hon med ytterligare tre hedersdoktorsutmärkelser av Yale University 1951, Columbia University 1954 och University of Rochester 1955.
Även efter sin död 1957 hedrades Cori med utmärkelser då månkratern Cori döptes till hennes ära 1979 och tolv år senare även kratern Cori på planeten Venus. Den 15 maj 1994 hyllades Gerty Cori och hennes make då de fick en stjärna på St. Louis Walk of Fame. Även asteroiden 6175 Cori är uppkallad efter de båda. På 2000-talet hyllades Cori igen av American Chemical Society då Gerty Coris och Carl Coris forskning om kolhydratmetabolismen togs med på listan National Historic Chemical Landmarks den 21 september 2004. Den 6 mars 2008 lanserade United States Postal Service ett frimärke hedrande Gerty Cori. Frimärket avbildar Cori och glukos-1-fosfats kemiska formel, dock är formelavbildningen felaktig då en linje ligger fel.